# Andrea Rossi
Pour l’article homonyme, voir Andrea Rossi (entrepreneur).
Andrea Rossi, né le 14 février 1989 à Bibbiena en Italie, est un joueur de volley-ball italien. Il mesure 2,04 m et joue central.

## Clubs
| Club                        | De        | À         |
| --------------------------- | --------- | --------- |
| Piemonte Volley             | 2007-2008 | 2008-2009 |
| Pallavolo Mantoue           | 2009-2010 | 2009-2010 |
| Piemonte Volley             | sep 2010  | déc 2010  |
| Pallavolo Città di Castello | jan 2011  | mai 2011  |
| Piemonte Volley             | 2011-2012 | 2012-2013 |
| Pallavolo Città di Castello | 2013-2014 | ...       |

## Palmarès
- Ligue des champions
  - Finaliste : 2013
- Coupe d'Italie
  - Finaliste : 2009
- Supercoupe d'Italie
  - Perdant : 2012